# تماهي
التماهي أو التقَمُّص. طرح سيغموند فرويد هذا المفهوم في أواخر القرن التاسع عشر للميلاد.يظهر مصطلح التقمص في القواميس والمعاجم العربية بعدة تسميات، فيشار إليه في معجم علم النفس والتحليل النفسي تحت مصطلح التوحد ويعرف على حيلة من حيل التوافق تتم على مستوى لا شعوري، وهو عملية تلجأ النفس فيها لإستدماج داخل ذاته دوافع واتجاهات وسمات شخص أخر بحيث تصبح اصيلة في الفرد تضرب بجذورها في اعماق بنائه النفسي.
أما بالنسبة لمعجم مصطلحات التحليل النفسي لابلانش وبونتاليس يشار اليه بمصطلح تماهي ويعرف على انه «عملية نفسية يتمثل الشخص بواسطتها أحد مظاهر أو خصائص أو صفات شخص اخر، ويتحول كليا أو جزئيا تبعا لنموذجه، وتتكون الشخصية وتتمايز من خلال سلسلة من التماهيات»
يعدّ التماهي أو التقمُّص عملية سيكولوجية يُشابه (أو يُحاكي) من خلالها الفرد، جانبًا أو خاصية أو سمة لدى الآخر، ويتحول بشكل كلي أو جزئي من خلال النموذج الذي يقدمه ذلك الآخر. ويحدث ذلك عن طريق سلسلة من التقمصات التي تُؤسَس عليها أو تُحدَد من خلالها الشخصية. يمكن العثور على جذور المفهوم في كتابات فرويد. وتشتمل المفاهيم الثلاثة البارزة للتقمص مثلما وصفها فرويد على: التقمص الأولي والتقمص النرجسي (ثانوي) والتقمص الجزئي (ثانوي). وبينما يسود اتفاق في أدبيات التحليل النفسي، حول بساطة المعنى الأساسي للتقمص –أي أن تكون شبيهًا بالآخر أو تصبح شبيهًا بالآخر، فقد اعتُبر أيضًا من أكثر المناطق أو الموضوعات المحيرة في التحليل النفسي.

## فرويد
طرح فرويد موضوع التقمص لأول مرة في عام) 1897 المصطلح الألماني Identifizierung فيما يتعلق بمرض أو موت أحد الوالدين، والاستجابة لمعاقبة المرء لنفسه بطريقة هستيرية، مع نفس حالات المرض التي كانت لديهم. ولا يُعد التقمص الذي يقع هنا، مثلما يمكننا أن نرى، شيئًا آخر سوى طريقة للتفكير. تناولت مقالة فيرنسي بعنوان (الاستدماج والتحول)، الموضوع مجددًا من ناحية التحليل النفسي، والتي يعود تاريخها إلى عام  1909، ولكن كان ذلك في العقد الذي قدم فيه فرويد دراسته المكثفة والمفصلة للمفهوم، بين أعماله (حول النرجسية)  1914و(الأنا والهو) .1923 ميّز فرويد ثلاثة أنواع رئيسية من التقمص. أولًا، التقمص بوصفه تمثيلًا للصورة الأصلية للارتباط الانفعالي مع الموضوع؛ ثانيًا، يصبح بطريقة رجعية، بديلًا للموضوع ذي الارتباط الليبيدي) الشهواني)؛ ثالثًا، قد ينشأ التقمص مع إدراك جديد للخاصية العامة المشتركة مع بعض الأشخاص الآخرين.

### التقمص الأولي
التقمص الأولي هو الصورة الأصلية والبدائية من التعلق العاطفي بشيء ما أو شخص ما، قبل أي علاقات مع الأشياء أو الأشخاص الآخرين: يعتبر التقمص الأول للفرد والأكثر أهمية، هو تقمصه مع الأب فيما قبل تاريخه الشخصي.. مع والديه. ويعنى ذلك أن الطفل عندما يولد فإنه لا يكون قادرًا على التمييز بين نفسه وبين الآخرين من ذوي الأهمية. يتعلق الطفل عاطفيًا مع والديه ويتعامل معهم بوصفهم جزءًا من نفسه. فثدي الأم هو جزء مني، إذًا أنا أيضًا ثدي.
يتبنى الأطفال خلال عملية التقمص سمات الوالدين بشكل غير واعٍ، ويبدؤون في ربط أنفسهم بهم مع احتذائهم لسلوك الوالدين بشكل متطابق. ويرى فرويد ضرورة تمييز التقمص عن المحاكاة أو التقليد، إذ تمثل الأخيرة فعلًا واعٍ وإراديًا. وسوف يطور الطفل نتيجة لتلك العملية من التعلق العاطفي، الأنا العليا، والتي لديها تشابهات مع القيم الأخلاقية والمبادئ الإرشادية التي يعيش الوالدين حياتهما من خلالها. ويصبح الأطفال من خلال تلك العملية، على قدر كبير من التشابه مع والديهم، ويسهل ذلك من التعلم من أجل الحياة في العالم والثقافة التي ولدوا فيها. يعطي المحللون النفسيون بشكل عام، إلى التقمص الأولي، قدرًا من الأهمية والمحورية، على الرغم من اختلاف المفهوم تبعًا لكل مؤلف وأفكاره، وعلى الرغم من ابتعاد معناه بالتالي عن التحديد الدقيق. (إتشجوين 1985).

### التقمص النرجسي (ثانوي)
التقمص النرجسي هو صورة من صور التقمص التي تتبع هجر أو فقدان هدف (أو شيء ما). تبدأ خبرة الفقد تلك، في سن مبكر للغاية. ومثال على ذلك: ارتداء ملابس أو مجوهرات شخص متوفى محبوب. وقد أوضح فرويد في كتابه (حزن وكآبة)، أن التقمص يمثل مرحلة تمهيدية من اختيار الهدف أو الشيء، إذ حاجج بأن خبرة الفقد تبدأ في عملية متحركة عكسيًا تساعد على إقامة تقمص الأنا مع الهدف أو الشيء المفقود. ويواصل فرويد في كتابه (الأنا والهو) التأكيد على أن هذا النوع من الاستبدال لديه نصيب كبير في تحديد الشكل الذي اتخذته الأنا، ويقدم ذلك مساهمة أساسية نحو بناء ما يُطلق عليه (شخصيته). وأراد لاكان في نظريته عن الخيال، أن يطور النقطة الأخيرة، إذ رأى أن الأنا تتأسس داخل نواتها عن طريق سلسلة من التقمصات المغتربة –وهذا جزء من معارضته لأي تصور عن الأنا خالٍ من الصراع ومستقل ذاتيًا.

### التقمص الجزئي (ثانوي)
يُبنى التقمص الجزئي على إدراك ميزة خاصة لدى شخص آخر. وعادة ما تكون تلك الميزة أو النموذج المثالي، متمثلًا في صورة شخصية قيادية، إذ يمكن تقمصها (التوحد معها). نجد على سبيل المثال الصبي الصغير يتقمص (أو يتوحد مع) جاره الأكبر سنًا ذو العضلات القوية. يتقمص أو يتوحد الأشخاص مع الآخرين فيما بعد مرحلة تقمص شخصيات القادة، لأنهم يشعرون أن لديهم شيئًا مشتركًا فيما بينهم. مثل مجموعة من الأشخاص يحبون نفس نوع الموسيقى. تلعب تلك الآلية دورًا مهمًا في تكوين المجموعات. وتساهم في تطوير الشخصية، وتتشكل الأنا عن طريق تقمص المجموعة (معايير المجموعة). يعزز التقمص الجزئي الحياة الاجتماعية للأشخاص، الذين سوف يكونون قادرين على التقمص (التوحد) مع بعضهم البعض من خلال تلك الرابطة المشتركة فيما بينهم، عوضًا عن النظر إلى شخص ما باعتباره منافسًا.

### التقمص الجزئي والتعاطف
يستمر فرويد في الإشارة إلى الطريقة التي تقود المسار من التقمص عن طريق التقليد أو المحاكاة، إلى التعاطف، أي إلى فهم الآلية التي نكون من خلالها قادرين على تبني أي موقف على الإطلاق تجاه الحياة العقلية لشخص آخر. ويذهب أوتو فينشل إلى تأكيد الجانب الأساسي الذي يقوم به التقمص الاختباري بغرض التعاطف، في العلاقات الهادفة العادية. ويمكنهم دراستها في تحليل طرق عمل المحلل النفسي على وجه التحديد. وبالتالي تلقي نظرية العلاقات الهادفة الضوءَ على التقمص الاختباري مع المريض خلال جلسة العلاج، بوصفها جزءًا من التقنية المتنامية للتحليل من التحول المقابل (أو الانتقال المضاد).

## آنا فرويد والتقمص مع المعتدي
قدمت آنا فرويد في كتابها الكلاسيكي (الأنا وآلية الدفاع)، آليتين دفاعيتين أساسيتين، أصبح كل منهم من كلاسيكيات سيكولوجية الأنا، أحدهما هو الاستسلام الغيري، والآخر هو التقمص أو التوحد مع المعتدي. أشارت آنا فرويد إلى أن تقمص القيم الأبوية كان بمثابة جانب طبيعي من تطور الأنا الأعلى؛ لكن ذلك إذا دمج الطفل كلًا من التوبيخ والعقاب، وأسقط بعد ذلك بشكل منتظم نفس العقاب على شخص آخر، حينها يتوقف عند مرحلة وسيطة في تطور الأنا الأعلى. كان هذا المفهوم متداولًا أيضًا نظرية العلاقات الهادفة، التي كشفت تحديدًا عن الكيفية التي يضع المريض بها، المحلل في دور الضحية أحيانًا، بينما يتصرف المريض بالتقمص مع المعتدي، في الموقف التحليلي